# Ternatekoeskoes
De ternatekoeskoes (Phalanger matabiru) is een zoogdier uit de familie van de koeskoezen (Phalangeridae). De wetenschappelijke naam van de soort werd voor het eerst geldig gepubliceerd door Flannery & Boeadi in 1995.

## Voorkomen
De soort komt voor op de eilanden Ternate en Tidore in Indonesië.